# Monte Dumais
Il Monte Dumais (in lingua inglese: Mount Dumais) è una montagna antartica a forma di falesia, alta 1.830 m, situata lungo il bordo sudoccidentale della Mackin Table, 4 km a nord del Lekander Nunatak, nel settore meridionale del Patuxent Range dei Monti Pensacola, in Antartide. 
Il monte è stato mappato dall'United States Geological Survey (USGS) sulla base di rilevazioni e foto aeree scattate dalla U.S. Navy nel periodo 1956-66.
La denominazione è stata assegnata dall'Advisory Committee on Antarctic Names (US-ACAN), in onore di Clarence C. Dumais, luogotenente dell'U.S. Navy, ufficiale responsabile della Base Amundsen-Scott durante l'inverno 1960.